# 捜査検事・右近誠の殺人調書
『捜査検事・右近誠の殺人調書』（そうさけんじ うこんまことのさつじんちょうしょ）は、2000年から2005年にテレビ朝日系で放送されたテレビドラマシリーズ。全3回。主演は加藤剛。
第1作と第2作は「土曜ワイド劇場」で放送。第3作は2002年に撮影されたもののお蔵入りとなり放送されていなかったが、2005年3月5日に土曜の昼間の枠で初放送された。

## キャスト
右近誠
演 - 加藤剛
東京地検の検事。
平田龍吉
演 - 前田吟
大久保署の刑事。かつて右近と共に暮らしていた。
丸山環
演 - 中野今日子
港署の事務官。

### ゲスト
第1作『“私が夫と愛人を殺しました…” 検察庁に自首してきた妻の疑惑!』（2000年）
- 畑中絹絵（レストランの社長の妻） - 姿晴香
- 谷本憲二（右近の友人・経済誌の編集長） - 中野誠也
- 畑中恭介（章介の弟・ベルタの常務） - 三浦浩一
- 刈谷警部補（港署の警部補） - 巻島康一
- 森山美鈴（章介の愛人） - 鶉野樹理
- 畑中章介（絹絵の夫・ベルタの社長） - 立花一男
- 右近明子（右近の妻） - 井口恭子
- ツボイ（港署の刑事） - 内田秀和
- 浜田みどり（知恵の家庭教師） - 西田有希
- 江口（みどりの恋人） - 島英臣
- 右近知恵（右近の娘） - 四本あや
- ヒロタ（美鈴の隣の駐車場を借りている男） - 星野元信
- アイワ不動産の社長（絹絵の大学時代の同級生） - 中吉卓郎
- 絹絵の母校信州総合大学職員 - 小島りべか
- 畑中ショウタロウ（畑中の息子） - 落合扶樹
- 絹絵が通っていた羊ヶ丘子供園の職員 - 野中マリ子
- 美鈴のアパートの管理人 - 河原崎次郎
- ソメヤ（ベルタの副社長） - 荘司肇
- 松島正芳、山下裕子、三ツ矢真之、中寛三、鈴木周、川井康弘、山崎夏江、久保田涼子、冴木聖也、豊島理恵

第2作『“この人痴漢です”殺人事件』（2000年）
- 高杉弓子（雅也の母） - 山口果林
- 山下民（雅也の祖母） - 大塚道子
- 高杉雅也（外科医） - 坂上忍
- 高杉和也（雅也の弟） - 金井勇太
- 福本進（奥沢署の刑事） - 鈴木周
- 塚本雄作（検事事務官・右近の部下） - 西川竜太郎
- ヤマダ屋の店主 - 武内亨
- ヨシモト（大久保署の刑事・平田の部下） - 川口啓史
- 加山武志（陽光塾の講師） - 河内浩
- 雅也の小学校の校長 - 神山寛
- 倉田麻美（塚本に痴漢を受けたと主張する女） - 古賀勝恵
- 陽光塾の塾長 - 中寛三
- 新大久保駅前交番の警官 - 小山力也
- 眼科医 - 若尾哲平
- 山崎久作（レストラン経営者） - 河原崎次郎
- 広岡隆（建設省勤務） - 伊東達広
- 堀越大史、田野聖子、平田一樹、来路史圃、さとうさゆり、志村史人、塩山誠司、山本貴永、大庭藍

第3作『遺骨宅配便が暴いた二つの犯罪』（2005年）
- 美幸 - 田中規子
- 芦川よしみ、布川敏和、新井康弘、濱田万葉、片山万由美、児玉泰次、青山眉子、斉藤深雪、五月晴子、飯原道代、藤代三千代、神山寛、中吉卓郎、森一、河野正明、大杉龍也、島英臣、小倉馨、泉綾香、追掛智美、奥沢惇、沢向要士、矢野宣

## スタッフ
- 脚本 - 小林悦子
- 監督 - 小野田嘉幹、岡本弘
- 音楽 - 大山日出男
- プロデューサー - 古賀伸雄、塙淳一、菊池恭
- 制作 - テレビ朝日、劇団俳優座

## 放送日程
| 話数 | 放送日        | サブタイトル                                              | 脚本     | 監督       |
| ---- | ------------- | --------------------------------------------------------- | -------- | ---------- |
| 1    | 2000年6月10日 | “私が夫と愛人を殺しました…” 検察庁に自首してきた妻の疑惑! | 小林悦子 | 小野田嘉幹 |
| 2    | 2000年12月9日 | “この人痴漢です”殺人事件                                  | 小林悦子 | 小野田嘉幹 |
| 3    | 2005年3月5日  | 遺骨宅配便が暴いた二つの犯罪                              | 小林悦子 | 岡本弘     |